# Stigmella auriargentata
Stigmella auriargentata (лат.) — вид молей-малюток рода Stigmella (Nepticulinae) из семейства Nepticulidae.

## Распространение
Южная Америка: Перу, влажные высокогорные луга парамо, Анды (3870 м), Dept. Ancash, 35 км ю.-в. Huaraz, Cerro Cahuish, 9°40'19"S, 77°12'21"W, Quabrada Pucavado.

## Описание
Мелкие молевидные бабочки. Длина передних крыльев самцов 2,9—3,0 мм, размах — 6,4—6,5 мм (самки мельче). Цвет золотисто-серый. Жгутик усика самцов состоит из 32 члеников (24 у самок). Гусеницы и биология неизвестны. Имаго появляются в феврале.

## Этимология
Видовое название S. auriargentata связано с признаком уникальной для рода золотисто-серой окраски и происходит от сочетания латинских слов aurum+argentata.